# Bilal ibn Rabah

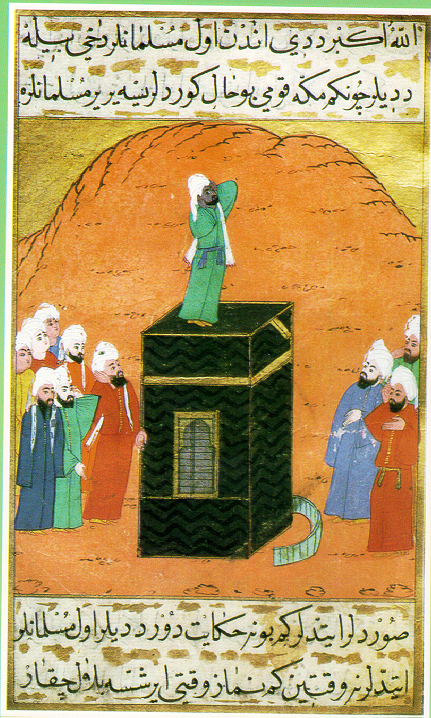

Bilal ibn Rabah al-Habaixí (àrab: بلال بن رباح الحبشي, Bilāl ibn Rabāḥ al-Ḥabaxī), també conegut com a Bilal ibn Riyah (àrab: بلال بن رِياح, Bilāl ibn Riyāḥ), (580-640) fou un dels més lleials sahaba (companys) del profeta islàmic Mahoma. Va néixer a la Meca i és considerat el primer muetzí, escollit per Mahoma. Va ser conegut per la seva bonica veu, amb la qual es va dirigir a la gent a través de les seves oracions. Va morir el 640 als 57 anys.

## Naixement infància i joventut
Bilal ibn Rabah va néixer a la Meca, al Hijaz, l'any 580. El seu pare, Rabah, era un esclau àrab del clan dels Banu Júmah i la seva mare, Hamama, era una antiga princesa d'Abissínia (actual Etiòpia) que va ser capturada després dels fets de l'any de l'Elefant (l'intent de destruir la Kaba) i que fou venuda com esclava. Havent nascut com a esclau, Bilal va haver de treballar pel seu amo, Umayya ibn Khàlaf. Com que va treballar durament, Bilal fou reconegut com un bon esclau i se li van confiar les claus dels ídols d'Aràbia. Tot i això, el racisme i els estatuts sociopolitics d'Aràbia van impedir a Bilal una situació còmode a la societat.

## L'aspecte de Bilal
Muhammad Abdul-Rauf en el seu llibre, Bilal ibn Rabah, explica:
«Ell [Bilal] era atractiu i tenia una estatura impressionant, complexió marró fosca i ulls escumosos, un nas fi i pell brillant. També estava dotat amb una profunda, melodiosa i ressonant veu. Va portar una barba prima en ambdues galtes. Tenia una gran saviesa i un sentit de la dignitat i de l'auto-estima.»
De la mateixa manera, William Muir en el seu llibre, The Life of Muhammad, explica:
«Ell (Bilal) era alt, fosc i amb un semblant africà i un cabell espès.»
Muir també declara que membres nobles dels Quraix menyspreaven Bilal i el van anomenar Ibn Sawda (‘fill de la (dona) negra’).

## Conversió a l'islam
Quan Muhàmmad va anunciar que era el profeta i va començar a predicar el missatge de l'islam, Bilal va renunciar a l'adoració dels ídols i fou un dels primers conversos a la fe islàmica.

### Persecució de Bilal
Quan l'amo de Bilal, Umayya ibn Khàlaf, ho va descobrir, va començar a torturar-lo. Com que Abu-Jahl li ho va demanar, Umayya va lligar-lo i el va arrossegar al voltant de la Meca mentre els nens se'n reien. Bilal va rebutjar renunciar a l'islam mentre repetia «Àhad, Àhad» («[Déu és] un, [Déu és] un»). Degut a la negativa de Bilal, Umayya va ordenar que Bilal assotat i lligat sota el sol al desert d'Aràbia. Quan Bilal continuava rebutjant negar el profeta, Umayya va ordenar que es posés una pedra que cremava al pit de Bilal. Tot i això, Bilal va restar ferm en la seva creença i va continuar dient «Àhad, Àhad». Alguns companys de Mahoma van tenir notícies sobre aquest esclau i ho van explicar al profeta. Muhàmmad va enviar Abu-Bakr perquè negociés l'emancipació de Bilal a canvi de tres dels seus esclaus (un home pagà, la seva muller i la seva filla).

### Ministeri d'hisenda
Bilal va esdevenir important a l'Estat islàmic de Medina, quan Muhàmmad el va for ministre del Bayt al-Mal (ministeri d'hisenda). Bilal va distribuir fons a vídues, orfes, viatgers i altres que no no es podien mantenir a si mateixos.

## Àdhan
Muhàmmad va escollir Bilal per ser el primer muetzí.

### Punt de vista sunnita
Els sunnites creien que el Muhàmmad va escollir a Bilal com a muetzí (el que crida a l'oració) de l'islam. Personalment va ensenyar Bilal com cridar als musulmans a l'oració. Tot i això, altres tradicions sunnites suggereixen que un company va suggerir a Muhàmmad que haurien de bufar una trompeta o campana per avisar els musulmans a l'hora de cada oració. Segons les tradicions sunnites Muhàmmad no va acceptar aquest suggeriment perquè no va voler adoptar els costums jueus o cristians. Un dia, Abd-Al·lah ibn Ziyad, un ciutadà de Yathrib (Medina), va venir per visitar a Muhàmmad. Abd-Al·lah va explicar-li que quan estava mig-despert o mig-adormit, se li va aparèixer un home que li va dir que era la veu humana la que havia de cridar els musulmans a l'oració. Aquest també va ensenyar a Abd-Al·lah com s'havia de fer l'àdhan. Els historiadors sunnites els declaren a Mahoma li va agradar aquesta idea i la va adoptar. Després d'adoptar l'àdhan, Muhàmmad va cridar Bilal i l'hi va ensenyar.

### Punt de vista xiïta
Els xiïtes no accepten la història d'Abd-Al·lah ibn Ziyad. Consideren que l'àdhan va ser revelat a Muhàmmad com ho havia estat l'Alcorà. Els xiites creuen que l'àdhan no pot haver estat mostrat en somnis. A més, Sayed Ali Asgher Razwy diu que, «si el Profeta havia pogut ensenyar als musulmans com fer les prostracions i què i quan dir a cada oració, també els va poder ensenyar com i quan avisar els altres abans de cada oració.» Segons les tradicions xiites, l'àngel que va ensenyar a Muhàmmad com fer les ablucions preparatòries a les oracions i com recitar les oracions també li van ensenyar l'àdhan.

## Campanyes militars durant l'època de Muhàmmad
Va participar en la Batalla de Badr. Les forces de Muhàmmad incloïen Alí ibn Abi-Tàlib, Hamza ibn Abd-al-Múttalib, Ammar ibn Yássir, Abu-Dharr al-Ghifarí, Abu-Bakr as-Siddiq, Úmar ibn al-Khattab, Mússab ibn Umayr, i az-Zubayr ibn al-Awwam. Els musulmans també van portar setanta camells i dos cavalls, cosa que volia dir que hi havia tres o quatre homes per cada camell. Tanmateix, moltes de les fonts musulmanes primitives indiquen que no hi va haver cap lluita seriosa i que el futur califa Uthman ibn Affan es va quedar enrere per preocupar-se per la seva muller malalta Ruqayya, filla de Muhàmmad. Salman el Persa tampoc es va unir la batalla perquè encara no era un home lliure.

## Després de Mahoma

### Punt de vista sunnita
A Sírat Abi-Bakr al-Ṣiddiq, que compila moltes narracions i fets històrics compilats sobre la vida del califa Abu-Bakr, s'explica que Bilal va acompanyar els exèrcits musulmans que estaven sota les ordres de Saïd ibn Àmir al-Jumahí a Síria.

### Punt de vista xiïta
Després que Muhàmmad morís l'any 632, Bilal fou un dels que no van donar la baya (homenatge) a Abu-Bakr. Està documentat que quan Bilal no va donar l'homenatge a Abu-Bakr, Úmar ibn al-Khattab va agafar Bilal per la seva roba i li va dir:
| « | És aquesta la recompensa a Abu-Bakr? Ell et va emancipar i tu no li vols rendir homenatge? | » |

A la qual cosa Bilal va respondre:
| « | Si em va emancipar per complaure Déu, m'hauria de deixar sol per a Déu i si em va emancipar per al seu servei, jo li rendiré els serveis que em reclami. Però jo no he d'honorar una persona que el Missatger de Déu no ha triat com a califa. | » |

De la mateixa manera, a Al-Istiab, una font sunnita, es diu que Bilal va dir a Abu-Bakr:
| « | Si tu m'has emancipat per tu mateix, fes-me captiu una altra vegada, però si m'has emancipat per Déu, deixa'm anar vers el camí de Déu. Això fou dit quan Bilal volia anar a fer el jihad. Abu-Bakr, llavors, el va deixar anar." | » |

Després de ser exiliat de Medina per Úmar i Abu-Bakr, Bilal va emigrar a Síria.
Abu-Jàfar at-Tussí, un estudiós xiïta, també va declarar, a lkhtiyar ar-rijal que Bilal va rebutjar prestar homenatge a Abu-Bakr.

### Sufisme
Purnam Allahabadi, un poeta sufi les obres del qual foren escrites durant l'Imperi mogol, va compondre un qawwali en què esmenta que el temps es va parar quan alguns companys van impedir a Bilal de cridar l'àdhan (que havia vist en el seu somni) i va considerar que això era incorrecte.
Com que Bilal era d'origen abissini, no podia pronunciar la lletra "x" (en àrab ش, xin). Un hadit de Mahoma diu que la xin de Bilal és «brillant» a l'oïda de Déu, la qual cosa que vol dir que Déu no mira allò extern si no que aprecia la puresa de cor.

## Mort
Els historiadors no tenen clar la data de la mort de Bilal. Alguns creuen que va morir el 638, mentre que altres creuen que va morir el 642. 
L'estudiós sunnita as-Suyutí en el seu Tarikh al-khulafà va escriure: «Ell (Bilal) va morir a Damasc l'any 17 o 18 de l'Hègira, però alguns diuen que fou el 20, o fins i tot el 21. Alguns van dir que va morir a Medina, però és erroni.»

## Descendents i llegat
Es considera que els descendents de Bilal ibn Rabah van emigrar a l'actual Etiòpia, a l'Àfrica oriental. La dinastia Keita de Mali a l''Àfrica Occidental també reclamen que és un seu avantpassat.

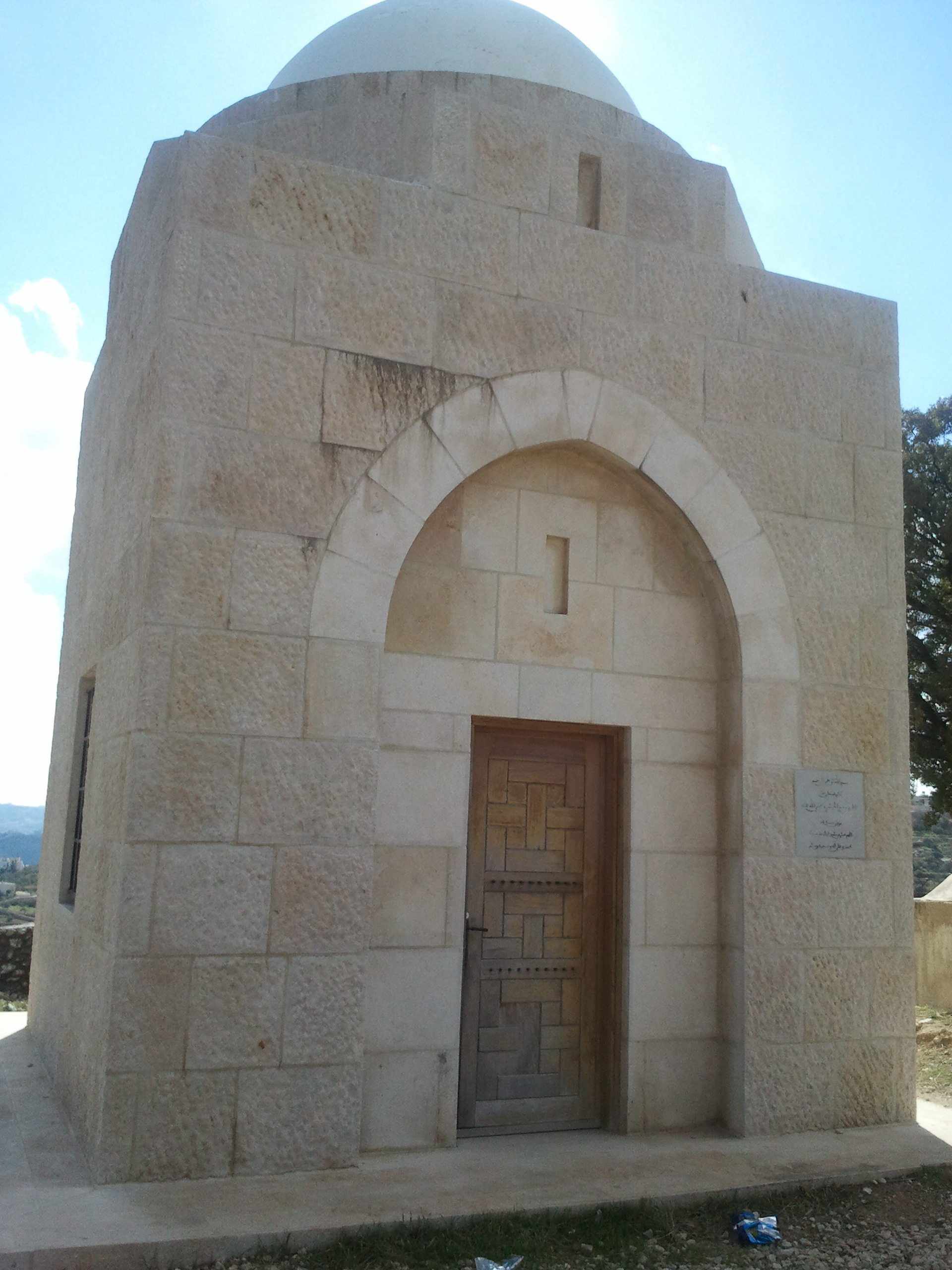
Un altrer tomba possible de Bilal a Ammân, Jordan

Encara que hi ha alguns desacords respecte dels fets de la vida i la mort de Bilal, no es pot contestar la seva importància. Els muetzins, especialment aquells de Turquia i Àfrica, han venerat el primer practicant de la seva professió. La història de Bilal és la demostració més citada de que l'islam no fa diferències de raça, nacionalitat o estatus social, sinó que mesura les persones per la seva taqwa (pietat). Això es justifica en el sermó del comiat del Profeta a Mina:
| «                               | O gent! El vostre Déu és un Déu i teniu el mateix pare. No hi ha diferències entre els àrabs i els no àrabs. No té preferència dels blancs per sobre dels negres, els negres no són superiors als blancs. La preferències només és en la rectitud. | » |
| — Muhàmmad, El Sermó del Comiat | |   |

El 1874, Edward Wilmot Blyden, un antic esclau afrodescendent, va escriure:
| « | L'eloqüent àdhan o crida a la pregària, que avui en dia crida a milions de persones a resar a les mateixes hores fou feta per primera vegada per un negre, que es deia Bilal, al qual Mahoma, seguint un somni, el va convertir en el primer muetzí. | » |